# اچ‌نوام‌اس اگر (۱۸۹۴)
اچ‌نوام‌اس اگر (۱۸۹۴) (به انگلیسی: HNoMS Æger (1894)) یک کشتی است که طول آن ۳۳٫۲۲ متر (۱۰۹٫۰ فوت) می‌باشد. این کشتی در سال ۱۸۹۴ ساخته شد.